# Puente medieval de Luco de Jiloca
El puente tardomedieval de Luco de Jiloca, en el término municipal de Calamocha (provincia de Teruel, España), está situado sobre el cauce del río Pancrudo, cerca de su desembocadura en el río Jiloca.
Fue construido en 1434 por Cristóbal de Adonz  para la Comunidad de Daroca. Puede que hubiese un puente romano originariamente pero que no soportó el paso del tiempo y fue construido uno nuevo en época medieval.
En 2001 fue declarado bien de interés cultural con categoría de monumento.

## Características
Construido en sillería y mampostería, su fábrica está formada por tres ojos en arco de medio punto, siendo el central más grande. Entre los ojos laterales y el central hay otros dos arcos con su base más alta que el cauce del río, a modo de aliviaderos para que en las grandes crecidas la construcción no sufriese tanto el empuje de las aguas. 
Responde al prototipo de los denominados puentes de lomo de asno, de 35 m de longitud, 3,40 m de ancho y 5,30 m de altura máxima, típicos del medievo.
Presenta tres ojos con arcos rebajados, de los cuales el central es de mayor dimensión, y está construido con sillería y mampostería. Entre los arcos hay dos tajamares o arquillos de aligeramiento de 2 m sobre los que se sitúan pequeños aliviaderos abovedados. El arco central es de 12,20 m; el de aligeramiento de 1,60 m y el último arco es de 4,50 m. Los tajamares son triangulares, y las pilas carecen de espolones. El tablero es apuntado.
Presenta un buen aparejamiento en sus sillares, sobre todo en las arquivoltas de las bóvedas y en las jambas de los arquillos. La unión entre los sillares, perfectamente labrados, se realiza con argamasa. Ha sido recientemente restaurado. 
Pudo haber aquí un posible puente romano que quizá formó parte de la vía romana que unía César Augusta y Cástulo, pero no hay certeza que fuera así. Su situación en este territorio del convento Cesaraugustano, le pudo convertir en un punto de irradiación y transmisión de vías romanas por todas sus zonas colindantes. Se ha datado erróneamente entre época republicana y el s. I d. C., sin embargo puede ser de cronología muy posterior.